# Rodolfo Volk
(Rodolfo Volk)
Rodolfo Volk (Fiume, 14 gennaio 1906 – Nemi, 2 ottobre 1983) è stato un calciatore italiano, di ruolo centravanti.

## Carriera

### Club

#### I primi anni
Iniziò la propria carriera tra le file del Gloria Fiume, una delle due squadre della città quarnerina (l'altra era l'Olympia), allora militanti nella Seconda Divisione. Era il 1925, e in un periodo di riforme dei campionati entrambe riuscirono al termine di quella stagione ad essere ammesse nella nuova Prima Divisione. Tuttavia l'anno seguente le due squadre si fusero dando vita alla Fiumana. 
Volk non riuscì a esordire con la nuova maglia, impegnato con il servizio militare; in quel di Firenze giocò nella Fiorentina, che allora muoveva i primi passi nella Prima Divisione dopo la fusione tra C.S. Firenze e Libertas. 

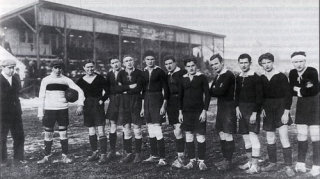
La formazione di Firenze nell'esordio in campionato contro il Pisa 3 ottobre 1926, la Fiorentina in maglia rossa sul terreno di Via Bellini, da sinistra: Serravalli, Posteiner, Benassi, Barigozzi, Segoni, Focosi, Baldini, Salvatorini, Volk, Baccilieri, Bandini. 6º posto nel 1926-1927

Essendo militare Volk dovette far fronte alle molte ristrettezze del suo indossar una divisa, non ultimo quello di dover giocare sotto pseudonimo. Così che quel Bolteni che prese parte alla seconda gara (non ufficiale) della storia della Fiorentina, disputatasi nel 1926 contro la Sampierdarenese, altri non era che Rodolfo Volk. Con la maglia viola seppur stretto dagli impegni militari Volk, detto Bolteni, riuscì a giocare 14 gare, ma nonostante le sue undici reti segnate non centrò l'obiettivo della promozione in Divisione Nazionale con la Fiorentina. 
Al termine del servizio militare Volk ritornò nella natia Fiume, dove le ambizioni erano cresciute dopo la fusione. In maglia rosso cardinale ritrovò un vecchio avversario dei tempi dell'Olympia, Marcello Mihalich. Con lui formò una coppia di attaccanti di prim'ordine, segnando 16 reti in campionato e contribuendo a portare la Fiumana a quel terzo posto che le valse poi l'ammissione alla Divisione Nazionale: un obiettivo importante, che mise la coppia Volk-Mihalich sotto i riflettori nazionali tanto da far scatenare un'asta nell'estate 1928 per la loro acquisizione. 
Un braccio di ferro tra Roma e Napoli, che straordinariamente vide l'intervento della stessa FIGC per derimere la controversia, decise salomonicamente di assegnare Volk alla Roma  e Mihalich  al Napoli (quest'ultimo andrà al Napoli solo nella stagione successiva).

#### Il periodo romano
Punta storica della Roma, Volk divenne in poco tempo uno dei primi idoli del Testaccio, lo stadio romanista, dove fu il primo a segnare una rete ufficiale. In quella prima stagione romana fece coppia in attacco con Fulvio Bernardini, segnando alla fine 24 reti. L'anno seguente fu inoltre l'autore della rete decisiva nel primo derby romano tra Lazio e Roma, giocato l'8 dicembre 1929 e terminato 0-1 per la formazione dei giallorossi, e autore di una tripletta nella vittoria contro il Club Français, valida per la prima partita per una squadra italiana contro un'altra europea. Alla fine dell'esperienza romana saranno ben sette le reti segnate ai laziali nel corso dei confronti disputati in campionato. 
Durante il periodo fascista, il suo cognome fu italianizzato in "Folchi", così come richiesto dal regime.
Dotato di un tiro micidiale, fulmineo e rapido nei movimenti, più pericoloso spalle alla porta per le sue doti di funambolo, non era in possesso di una tecnica sopraffina, ma segnava da ogni luogo del campo. Particolarmente considerato dal pubblico giallorosso, fu soprannominato Sigfrido, poi trasformatosi rapidamente nel più romanesco Sigghefrido. Fu anche chiamato "Sciabbolone", in contrapposizione a "Sciaboletta", il soprannome dispregiativo assegnato al Re Vittorio Emanuele III.
Tra i migliori marcatori dell'epoca, alla terza stagione romana si laureò il miglior marcatore della Serie A con 28 reti. È stato lungamente l'unico calciatore romanista ad aver superato le cento segnature in Serie A; attualmente con 102 reti nella classifica assoluta è superato solo da Francesco Totti, Amedeo Amadei, Edin Džeko e Roberto Pruzzo.

#### Il ritorno a casa
Nel 1933 scese di categoria andando a giocare con il Pisa in Prima Divisione. In terra toscana non smentì la propria fama di cannoniere, segnando subito 16 reti. L'anno seguente ritornò a calcare i campi della Serie A andando alla Triestina, ma furono poche le sue presenze, tanto che segnò una sola rete in campionato, l'ultima nella massima serie. Quasi trentenne tornò a giocare nella Fiumana; la squadra rosso cardinale, dopo l'apice toccato nella Divisione Nazionale, oramai militava stabilmente in Serie C. Con i fiumani Volk tornò a essere un buon marcatore, riuscendo anche a portare la sua squadra alla promozione nella categoria superiore nel campionato 1940-41. Quel successivo campionato di Serie B sarà anche il suo ultimo in maglia fiumana: solo 5 presenze per lui e nessuna rete segnata. Nella stagione successiva, l'ultima prima della sospensione bellica, rimase inattivo.
Nel 1945, con la conclusione della seconda guerra mondiale, Fiume fu occupata dall'esercito jugoslavo e la Fiumana fu sciolta per volontà delle autorità di occupazione. Volk passò a militare nel ROMSA con il quale disputò il campionato della città di Fiume nella stagione 1945-1946. Secondo l'enciclopedia del calcio, nel biennio successivo militò nel Proleter di Fiume, mentre, per fonti croate, nella stagione 1947-1948 allenò il Primorje di Sussak e disputò anche, nelle file del Kvarner, una partita ufficiale valevole per la ventiduesima giornata della Druga Liga 1947-1948 (il campionato cadetto jugoslavo), scendendo in campo il 23 maggio 1948 contro il Rabotnički di Skopje. Nell'estate del 1948, un anno dopo l'annessione di Fiume alla Jugoslavia, partì esule per l'Italia, disputando poi il campionato interregionale di Promozione 1948-1949 nelle file del Montevarchi.

### Nazionale
Rodolfo Volk ebbe la sfortuna che, nel suo momento migliore, in maglia azzurra vi erano giocatori fortissimi, uno fra tutti Giuseppe Meazza. La sua avventura azzurra non andò mai oltre l'Italia B. Il suo esordio avvenne il 7 aprile 1929 ad Atene, in Grecia-Italia B 1-4, nella quale realizzò anche una doppietta.. 
Complessivamente furono state 5 le gare giocate da Volk con l'Italia B, come 5 furono anche le reti segnate.

### Dopo il ritiro
Dopo aver vissuto fino al 1956 in un campo profughi a Laterina (in provincia di Arezzo), tornò a vivere a Roma, divenendo dapprima usciere nella sede del Totocalcio di Piazzale Ponte Milvio, e a metà degli anni Sessanta fattorino della piscina coperta del CONI al Foro Italico. L'esodo lo aveva ridotto in miseria, complice anche l'impossibilità di ricostruire i «contributi Inps di un decennio di lavoro alla Romsa» che andò a incidere negativamente sull'importo della pensione percepita.
Morì in una casa di cura dei Castelli Romani, dopo essere stato colpito da cardiopatia sclerotica compensata, solo e ormai ridotto in miseria.

## Statistiche

### Presenze e reti nei club
| Stagione       | Club           | Campionato     | Campionato | Campionato | Coppe nazionali | Coppe nazionali | Coppe nazionali | Coppe continentali | Coppe continentali | Coppe continentali | Totale | Totale |
| Stagione       | Club           | Comp           | Pres       | Reti       | Comp            | Pres            | Reti            | Comp               | Pres               | Reti               | Pres   | Reti   |
| -------------- | -------------- | -------------- | ---------- | ---------- | --------------- | --------------- | --------------- | ------------------ | ------------------ | ------------------ | ------ | ------ |
| 1923-1924      | Juv. Enea      | IV             | ?          | ?          | -               | -               | -               | -                  | -                  | -                  | ?      | ?      |
| 1924-1925      | Savoia Fiume   | IV             | ?          | ?          | -               | -               | -               | -                  | -                  | -                  | ?      | ?      |
| 1925-1926      | Gloria Fiume   | SD             | 15         | 10         | -               | -               | -               | -                  | -                  | -                  | 15     | 10     |
| 1926-1927      | Fiorentina     | PD             | 14         | 11         | -               | -               | -               | -                  | -                  | -                  | 14     | 11     |
| 1927-1928      | Fiumana        | PD             | 16         | 16         | -               | -               | -               | -                  | -                  | -                  | 16     | 16     |
| 1928-1929      | Roma           | DN             | 30         | 24         | -               | -               | -               | -                  | -                  | -                  | 30     | 24     |
| 1929-1930      | Roma           | A              | 31         | 21         | -               | -               | -               | -                  | -                  | -                  | 31     | 21     |
| 1930-1931      | Roma           | A              | 33         | 28         | -               | -               | -               | -                  |                    | -                  | 33     | 28     |
| 1931-1932      | Roma           | A              | 33         | 17         | -               | -               | -               | CEC                | 2                  | 2                  | 35     | 19     |
| 1932-1933      | Roma           | A              | 30         | 12         | -               | -               | -               | -                  | 1                  | 1                  | 31     | 13     |
| Totale Roma    | Totale Roma    | Totale Roma    | 157        | 102        | -               | -               | -               | -                  | -                  | -                  | 160    | 105    |
| 1933-1934      | Pisa           | PD             | 30         | 16         | -               | -               | -               | -                  | -                  | -                  | 30     | 16     |
| 1934-1935      | Triestina      | A              | 6          | 1          | -               | -               | -               | -                  | -                  | -                  | 6      | 1      |
| 1935-1936      | Fiumana        | C              | 22         | 17         | -               | -               | -               | -                  | -                  | -                  | 22     | 17     |
| 1936-1937      | Fiumana        | C              | 24         | 13         | -               | -               | -               | -                  | -                  | -                  | 24     | 13     |
| 1937-1938      | Fiumana        | C              | 29         | 11         | -               | -               | -               | -                  | -                  | -                  | 29     | 11     |
| 1938-1939      | Fiumana        | C              | 17         | 7          | -               | -               | -               | -                  | -                  | -                  | 17     | 7      |
| 1939-1940      | Fiumana        | C              | 25         | 13         | -               | -               | -               | -                  | -                  | -                  | 25     | 13     |
| 1940-1941      | Fiumana        | C              | 23         | 13         | -               | -               | -               | -                  | -                  | -                  | 23     | 13     |
| 1941-1942      | Fiumana        | B              | 5          | -          | -               | -               | -               | -                  | -                  | -                  | 5      | -      |
| Totale Fiumana | Totale Fiumana | Totale Fiumana | 161        | 90         | -               | -               | -               | -                  | -                  | -                  | 161    | 90     |
| 1945-1946      | Romsa          | CM             | 2          | -          | -               | -               | -               | -                  | -                  | -                  | 2      | -      |
| 1946-1947      | Proleter Fiume | ?              | ?          | ?          | -               | -               | -               | -                  | -                  | -                  | ?      | ?      |
| 1947-1948      | Proleter Fiume | ?              | ?          | ?          | -               | -               | -               | -                  | -                  | -                  | ?      | ?      |
| 1948-1949      | Montevarchi    | Prom           | 14         | 5          | -               | -               | -               | -                  | -                  | -                  | 14     | 5      |
| Totale         | Totale         | Totale         | ?          | ?          | -               | -               | -               | -                  | -                  | -                  | ?      | ?      |

### Cronologia presenze e reti in Nazionale B[15]
| Cronologia completa delle presenze e delle reti in nazionale ― Italia | Cronologia completa delle presenze e delle reti in nazionale ― Italia | Cronologia completa delle presenze e delle reti in nazionale ― Italia | Cronologia completa delle presenze e delle reti in nazionale ― Italia | Cronologia completa delle presenze e delle reti in nazionale ― Italia | Cronologia completa delle presenze e delle reti in nazionale ― Italia | Cronologia completa delle presenze e delle reti in nazionale ― Italia | Cronologia completa delle presenze e delle reti in nazionale ― Italia |
| Data                                                                  | Città                                                                 | In casa                                                               | Risultato                                                             | Ospiti                                                                | Competizione                                                          | Reti                                                                  | Note                                                                  |
| --------------------------------------------------------------------- | --------------------------------------------------------------------- | --------------------------------------------------------------------- | --------------------------------------------------------------------- | --------------------------------------------------------------------- | --------------------------------------------------------------------- | --------------------------------------------------------------------- | --------------------------------------------------------------------- |
| 17-4-1929                                                             | Atene                                                                 | Grecia                                                                | 1 – 4                                                                 | Italia                                                                | Amichevole                                                            | 2                                                                     |                                                                       |
| 12-4-1931                                                             | Lussemburgo                                                           | Lussemburgo                                                           | 0 – 3                                                                 | Italia                                                                | Amichevole                                                            | 1                                                                     |                                                                       |
| 19-4-1931                                                             | Alessandria                                                           | Italia                                                                | 2 – 0                                                                 | Francia                                                               | Amichevole                                                            | 1                                                                     |                                                                       |
| 14-5-1931                                                             | Budapest                                                              | Ungheria                                                              | 0 – 1                                                                 | Italia                                                                | Amichevole                                                            | -                                                                     |                                                                       |
| 17-5-1931                                                             | Sofia                                                                 | Bulgaria                                                              | 2 – 2                                                                 | Italia                                                                | Amichevole                                                            | 1                                                                     |                                                                       |
| Totale                                                                |                                                                       | Presenze                                                              | 5                                                                     |                                                                       | Reti                                                                  | 5                                                                     |                                                                       |

## Palmarès

### Club
- Campionato italiano Serie C: 1

Fiumana: 1940-1941 (girone A)

### Individuale
- Capocannoniere della Serie A: 1

1930-1931 (28 gol)